# Zajíčkov
Zajíčkov település Csehországban, a Pelhřimovi járásban. Zajíčkov Mezná, Dobrá Voda, Rynárec és Pelhřimov településekkel határos. Lakosainak száma 229 fő (2024. január 1.).

## Népesség
A település lakosságának változását az alábbi diagram mutatja:
| Lakosok száma | 273  | 274  | 280  | 212  | 190  | 221  | 228  | 231  | 216  | 229  |
|               | 1869 | 1900 | 1921 | 1961 | 1980 | 2011 | 2016 | 2019 | 2021 | 2024 |